# Samuel Gridley Howe
Samuel Gridley Howe (10. november 1801 - 9. januar 76) var en amerikansk læge og pioner indenfor Blindesagen. Han var med til at grundlægge New England Asylum for the Blind også Kendt som Perkins Institute i Boston 1829. Særligt kendt er han for sit arbejde med den døvblinde Laura Bridgman i 1837. Perkins Institute var den første institution i verden til at forsøge sig med undervisning af døvblinde.